# Jeff Pollack
Jeffrey Ian Pollack (15 de noviembre de 1959 - 23 de diciembre de 2013) fue un director de cine, guionista, productor de televisión y escritor estadounidense, famoso por ser el productor de la serie El Príncipe de Bel-Air, con la que Will Smith saltó a la fama.
Como un director de cine dirigió las películas Above the Rim (1994), Booty Call (1997) y Lost & Found (1999).
Pollack trabajó como consultor ejecutivo de The Tyra Banks Show. Fue colaborador frecuente con Benny Medina. Fue un alumno de la escuela de cine de la Universidad del Sur de California.

## Muerte
Pollack fue encontrado muerto en el Greenbelt en Hermosa Beach, California, el 23 de diciembre de 2013. La policía cree que murió de causas naturales durante el ejercicio.